# Памятник Ф. И. Шубину
Памятник Ф. И. Шубину— памятник-бюст русскому скульптору XVIII века Ф. И Шубину. Был установлен в 1959 году в Михайловском саду. Авторы памятника — скульптор В. А. Синайский и архитектор С. Б. Сперанский. В 2000-х годах, во время реконструкции Михайловского сада, памятник был демонтирован и увезён на реставрацию. Памятник является объектом культурного наследия федерального значения.

## История
Скульптор В. А. Синайский совместно со своим зятем, архитектором С. Б. Сперанским, начали работу над проектом памятника Ф. И Шубину в 1957 году. Бронзовый бюст был отлит в 1959 году на заводе «Монументскульптура». Гранитный постамент был изготовлен Ленинградским камнеобрабатывающим заводом. Торжественное открытие памятника в Михайловском саду состоялось 23 сентября 1959 года.
В 2000-х годах, во время реконструкции Михайловского сада, памятник был демонтирован и увезён на реставрацию. Представители Комитета по культуре обещали вернуть памятник на место через 2 года после окончания реставрации, однако этого сделано не было. В настоящее время памятник находится во дворе Государственного Русского музея. 
Забытый и невостребованный, хотя и являющийся объектом культурного наследия, бюст знаменитого скульптора пролежал до 2018-го - начала 2019-го года, когда началась подготовка к 280-летию со дня рождения Федота Шубина. В связи с этим событием было решено создать временную экспозицию памятника на территории Музея городской скульптуры, в сквере. Бюст отреставрировали (работы проводила реставрационная мастерская «Наследие»), восстановили некоторые утраченные элементы и вернули музею в первозданном виде.

## Описание
Строгий и изящный бронзовый бюст Ф. И. Шубина располагается на высоком постаменте из розового гранита. По мнению историка искусства В. Г. Исаченко, в работе над бюстом скульптор тонко проинтерпретировал художественные приёмы в XVIII века. Памятник перекликается со скульптурными портретами Ф. И. Шубина, хранящимися в расположенном неподалёку Государственном Русском музее. Сперанский смог тонко передать не только портретное сходство, но также психологию и эмоциональное состояние Шубина. Постамент для памятника выполнен в форме колонны, стоящей на четырехугольном основании. Её украшает изысканный бронзовый картуш с именем скульптора и датами его жизни — 1740—1805. Авторам удалось органично вписать памятник в пейзаж Михайловского сада.